# اچ‌ام‌اس نامور (۱۷۵۶)
اچ‌ام‌اس نامور (۱۷۵۶) (به انگلیسی: HMS Namur (1756)) یک کشتی بود که طول آن ۱۷۵ فوت (۵۳٫۳ متر) بود. این کشتی در سال ۱۷۵۶ ساخته شد.